# Guty Rożyńskie
Guty Rożyńskie (deutsch Gutten, Kirchspiel Rosinsko, nach 1908: Gutten R, 1938 bis 1945 Reitzenstein (Ostpr.)) ist ein Dorf in der polnischen Woiwodschaft Ermland-Masuren und gehört zur Gmina Prostki (Landgemeinde Prostken) im Powiat Ełcki (Kreis Lyck).

## Geographische Lage
Guty Rożyńskie liegt am Ostufer des Gutter Sees (auch: Borowy-See, polnisch Jezioro Borowe) im südlichen Osten der Woiwodschaft Ermland-Masuren, 32 Kilometer östlich der einstigen Kreisstadt Johannisburg (polnisch Pisz) und 20 Kilometer südwestlich der heutigen Kreismetropole Ełk (deutsch Lyck).

## Geschichte
Das kleine Dorf Gutten im Kirchspiel Rosinsko war zwischen 1874 und 1945 in den Amtsbezirk Großrosen eingegliedert. 
Im Jahr 1910 waren in Gutten mit dem Ortsteil Australien (polnisch: Szczęsne, nicht mehr existent) 298 Einwohner registriert, 1933 waren es noch 282. Am 3. Juni (offiziell bestätigt am 16. Juli) des Jahres 1938 wurde Gutten aus politisch-ideologischen Gründen der Abwehr fremdländisch klingender Ortsnamen in „Reitzenstein (Ostpr.)“ umbenannt. Die Einwohnerzahl belief sich 1939 auf 240.
1945 kam das Dorf in Kriegsfolge mit dem gesamten südlichen Ostpreußen zu Polen und trägt seither die polnische Namensform „Gutten Rożyńskie“. Heute ist das Dorf Sitz eines Schulzenamtes (polnisch: Sołectwo), in das auch der Nachbarort Wojtele (Woytellen, 1938 bis 1945 Woiten) einbezogen ist. Somit handelt es sich um eine Ortschaft innerhalb der Landgemeinde Prostki (Prostken) im Powiat Ełcki (Kreis Lyck), bis 1998 der Woiwodschaft Suwałki, seither der Woiwodschaft Ermland-Masuren zugehörig.

## Religionen
Bis 1945 war Gutten in die evangelische Kirche Groß Rosinsko in der Kirchenprovinz Ostpreußen der Kirche der Altpreußischen Union sowie in die römisch-katholische Kirche in Johannisburg (polnisch Pisz) im Bistum Ermland eingepfarrt.
Heute gehört Guty Rożyńskie katholischerseits zur Pfarrei Rożyńsk Wielki im Bistum Ełk der Römisch-katholischen Kirche in Polen. Die evangelischen Einwohner halten sich zu den Kirchengemeinden in Biała Piska (Bialla, 1938 bis 1945 Gehlenburg) bzw. Ełk (Lyck), beides Filialgemeinden der Pfarrei in Pisz (Johannisburg) in der Diözese Masuren der Evangelisch-Augsburgischen Kirche in Polen.

## Verkehr
Guty Rożyńskie liegt an der Nebenstraße 1921N, die Rakowo Małe (Köllmisch Rakowen, 1938 bis 1945 Köllmisch Rakau) mit Wojtele (Woytellen, 1938 bis 1945 Woiten) verbindet. Eine Bahnanbindung existiert nicht.